# 対数微分法
微分積分学において、対数微分法 (logarithmic differentiation) あるいは対数をとることによる微分 (differentiation by taking logarithms) は関数 f の対数導関数を用いるすることによって関数を微分するために使われる手法である
{\displaystyle [\ln(f)]'={\frac {f'}{f}}\quad \rightarrow \quad f'=f\cdot [\ln(f)]'.}
このテクニックは関数自身よりもむしろ関数の対数を微分する方が簡単な場合にしばしば実行される。これは通常、対象の関数がたくさんの積からなっており対数によってそれが（微分するのがはるかに簡単な）ばらばらの和になるような場合において起こる。それはまた変数や関数のベキである関数に適用するときにも有用である。対数微分は、チェイン・ルールだけでなく、積を和に、商を差に変えるために対数（とくに自然対数、すなわち底が eの対数）の性質に依存している。ほとんどすべての微分可能な関数の微分において、これらの関数が 0 でないならば、少なくとも部分的には、原理を実行することができる。

## 概要
関数
{\displaystyle y=f(x)\,\!}
に対して、対数微分は典型的には両辺の自然対数、すなわち底が e の対数をとることによって始まる、関数が常に正になるように絶対値をとる。
{\displaystyle \ln |y|=\ln |f(x)|\,\!}
陰関数微分をすると
{\displaystyle {\frac {1}{y}}{\frac {dy}{dx}}={\frac {f'(x)}{f(x)}}}
そして、左辺の 1/y を除去して dy/dx だけを残すために y をかける：
{\displaystyle {\frac {dy}{dx}}=y\times {\frac {f'(x)}{f(x)}}=f'(x).}
この手法は対数の性質によって複雑な関数の微分を素早く、単純にするために使われる。以下の性質(対数法則)を、両辺の自然対数をとったのちの微分をする前に利用できる。最もよく使われる対数法則：
{\displaystyle \ln(ab)=\ln(a)+\ln(b),\qquad \ln \left({\frac {a}{b}}\right)=\ln(a)-\ln(b),\qquad \ln(a^{n})=n\ln(a)}

### 一般の場合
大文字パイ表記を使って、
{\displaystyle f(x)=\prod _{i}(f_{i}(x))^{\alpha _{i}(x)}.}
自然対数を適用すると（大文字シグマ表記を使って）
{\displaystyle \ln(f(x))=\sum _{i}\alpha _{i}(x)\cdot \ln(f_{i}(x))}
となり、微分すると、
{\displaystyle {\frac {f'(x)}{f(x)}}=\sum _{i}\left[\alpha _{i}'(x)\cdot \ln(f_{i}(x))+\alpha _{i}(x)\cdot {\frac {f_{i}'(x)}{f_{i}(x)}}\right].}
もとの関数の導関数を得るために整理すると
{\displaystyle f'(x)=\overbrace {\prod _{i}(f_{i}(x))^{\alpha _{i}(x)}} ^{f(x)}\times \overbrace {\sum _{i}\left\{\alpha _{i}'(x)\cdot \ln(f_{i}(x))+\alpha _{i}(x)\cdot {\frac {f_{i}'(x)}{f_{i}(x)}}\right\}} ^{[\ln(f(x))]'}}

## 応用

### 積
自然対数は2つの関数の積
{\displaystyle f(x)=g(x)h(x)\,\!}
に適用されて積を和に変える
{\displaystyle \ln(f(x))=\ln(g(x)h(x))=\ln(g(x))+\ln(h(x))\,\!}
チェインルールと和の法則を適用して微分する
{\displaystyle {\frac {f'(x)}{f(x)}}={\frac {g'(x)}{g(x)}}+{\frac {h'(x)}{h(x)}}}
整理すると
{\displaystyle f'(x)=f(x)\times {\Bigg \{}{\frac {g'(x)}{g(x)}}+{\frac {h'(x)}{h(x)}}{\Bigg \}}=g(x)h(x)\times {\Bigg \{}{\frac {g'(x)}{g(x)}}+{\frac {h'(x)}{h(x)}}{\Bigg \}}}

### 商
自然対数は2つの関数の商
{\displaystyle f(x)={\frac {g(x)}{h(x)}}\,\!}
に適用されて割り算を引き算に変える
{\displaystyle \ln(f(x))=\ln {\Bigg (}{\frac {g(x)}{h(x)}}{\Bigg )}=\ln(g(x))-\ln(h(x))\,\!}
チェインルールと和の法則を適用して微分する
{\displaystyle {\frac {f'(x)}{f(x)}}={\frac {g'(x)}{g(x)}}-{\frac {h'(x)}{h(x)}}}
整理すると
{\displaystyle f'(x)=f(x)\times {\Bigg \{}{\frac {g'(x)}{g(x)}}-{\frac {h'(x)}{h(x)}}{\Bigg \}}={\frac {g(x)}{h(x)}}\times {\Bigg \{}{\frac {g'(x)}{g(x)}}-{\frac {h'(x)}{h(x)}}{\Bigg \}}}
展開して共通分母公式を使った後結果は商の法則を {\displaystyle f(x)} に直接適用したのと同じである。

### Composite exponent
次の形の関数に対して
{\displaystyle f(x)=g(x)^{h(x)}\,\!}
自然対数は冪乗を積に変える
{\displaystyle \ln(f(x))=\ln \left(g(x)^{h(x)}\right)=h(x)\ln(g(x))\,\!}
チェインルールと積の法則を適用して微分する
{\displaystyle {\frac {f'(x)}{f(x)}}=h'(x)\ln(g(x))+h(x){\frac {g'(x)}{g(x)}}}
整理すると
{\displaystyle f'(x)=f(x)\times {\Bigg \{}h'(x)\ln(g(x))+h(x){\frac {g'(x)}{g(x)}}{\Bigg \}}=g(x)^{h(x)}\times {\Bigg \{}h'(x)\ln(g(x))+h(x){\frac {g'(x)}{g(x)}}{\Bigg \}}.}
同じ結果は f を exp の言葉で書き直しチェインルールを適用することによって得ることができる。